# TEDOM Kronos 122
TEDOM Kronos 122 je model českého nízkopodlažního autobusu, který byl vyroben třebíčskou společností TEDOM v roce 2006 ve dvou kusech.

## Konstrukce
Kronos 122 je dvoudveřovou variantou známějšího a více rozšířeného modelu TEDOM Kronos 123. Zatímco třídveřový Kronos 123 je čistě městský autobus, Kronos 122 je určen spíše pro příměstské či regionální linky. Jedná se o dvanáctimetrový (číslo 12 v typovém označení), dvoudveřový (poslední číslice 2) nízkopodlažní autobus. Karoserie vozu (vyrobená v licenci italské firmy Mauri) je vytvořena z příhradového samonosného rámu, vyrobeného z tenkostěnných nerezových profilů. Rám je opláštěn hliníkovými plechy. Přední a zadní čelo a střecha jsou vyrobeny ze sklolaminátu. Stojatý motor a převodovka jsou umístěny ve „věži“ (či „komínu“) v pravém zadním rohu autobusu. Lahve pro CNG jsou umístěny na střeše.

## Výroba a provoz
Jediné dva autobusy tohoto typu byly vyrobeny v roce 2006. Jedná se o plynovou verzi Kronos 122 G. Od výrobce je zakoupila firma ČSAD Semily, která je provozovala na příměstských a meziměstských linkách.
Nástupcem Kronosu 122 se v roce 2008 stal částečně nízkopodlažní model TEDOM L 12. Oba vyrobené vozy byly vyřazeny z provozu v roce 2018.